# Lehota pod Vtáčnikom
Lehota pod Vtáčnikom ist eine Gemeinde in der Slowakei.

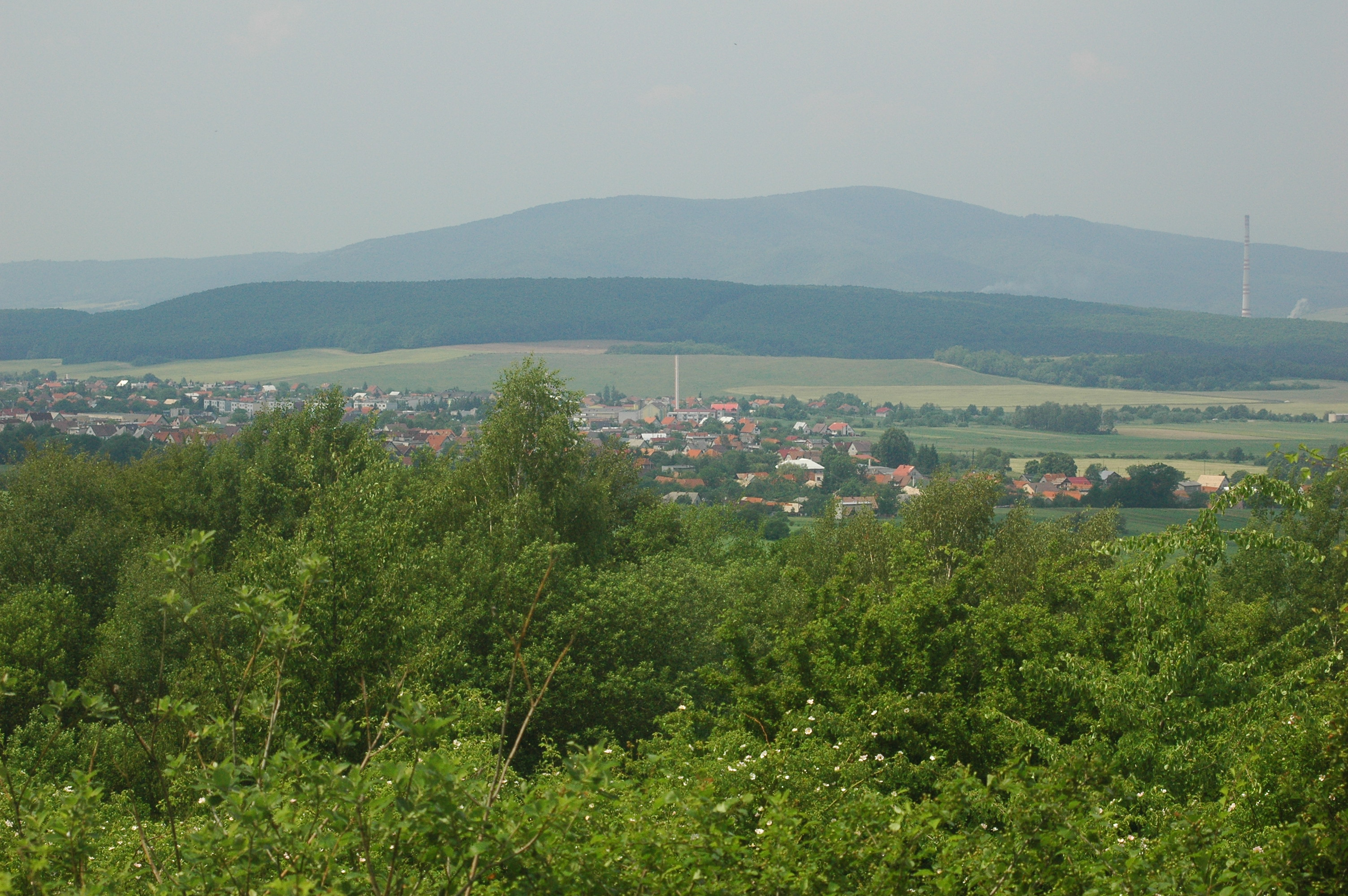
Blick auf den Ort

Sie entstand 1960 durch den Zusammenschluss der Gemeinden Malá Lehota (deutsch Klein-Lehotta, ungarisch Kispapszabadi) und Veľká Lehota (deutsch Groß-Lehotta, ungarisch Istvánszabadja).

## Bevölkerung
| Jahr                | 1994 | 2004    | 2014    | 2024    |
| ------------------- | ---- | ------- | ------- | ------- |
| Anzahl der Personen | 3695 | 3791    | 3922    | 3697    |
| Unterschied         |      | +2,59 % | +3,45 % | −5,73 % |

| Jahr                | 2023 | 2024    |
| ------------------- | ---- | ------- |
| Anzahl der Personen | 3740 | 3697    |
| Unterschied         |      | −1,14 % |